# وهاب (اسم)
وهاب هو اسم علم مذكر من أصل عربي، ومعناه هو بصيغة المبالغة من واهب الكثير العطايا الواهب بلا حساب والوهاب (المعرف بأل) هو الله تعالى:، وفي التنزيل ﴿إنك أنت الوهاب﴾ [آل عمران من الآية 8].

## شخصيات تحمل الاسم
- وهاب دوبل كانون (2 مارس 1972 – )

## وصلات خارجية
- موسوعة السلطان قابوس لأسماء العرب